# 日野資施
日野 資施（ひの すけもち）は、江戸時代中期から後期にかけての高家旗本。高家日野家6代当主。

## 略歴
明和4年（1767年）、高家旗本畠山義紀の次男として誕生した。1530石を知行していた高家旗本・日野資直の養子となる。
天明7年（1787年）12月23日、11代将軍・徳川家斉に御目見する。寛政4年（1792年）8月3日、家督を相続した。享和2年（1802年）12月20日、高家に就任し、従五位下、侍従、伊予守に叙任する。文化4年（1807年）3月28日、高家を辞任する。文政元年（1818年）4月17日、死去。享年52。
長男の資盈が早世していたため、嫡孫の資邦が家督を相続した。

## 逸話
根岸鎮衛の著書『耳袋』には資施の体験談として、重病で臥していた家来の住居の前で火の玉（人魂）を見付けたところ、ほどなくその家来が死去したという話が収録されている。